# Basiloterus hussaini
Basiloterus hussaini és una espècie de cetaci extint que visqué a l'Eocè superior. Se n'han trobat restes fòssils a la formació de Drazinda (Pakistan).